# Isra Hirsi

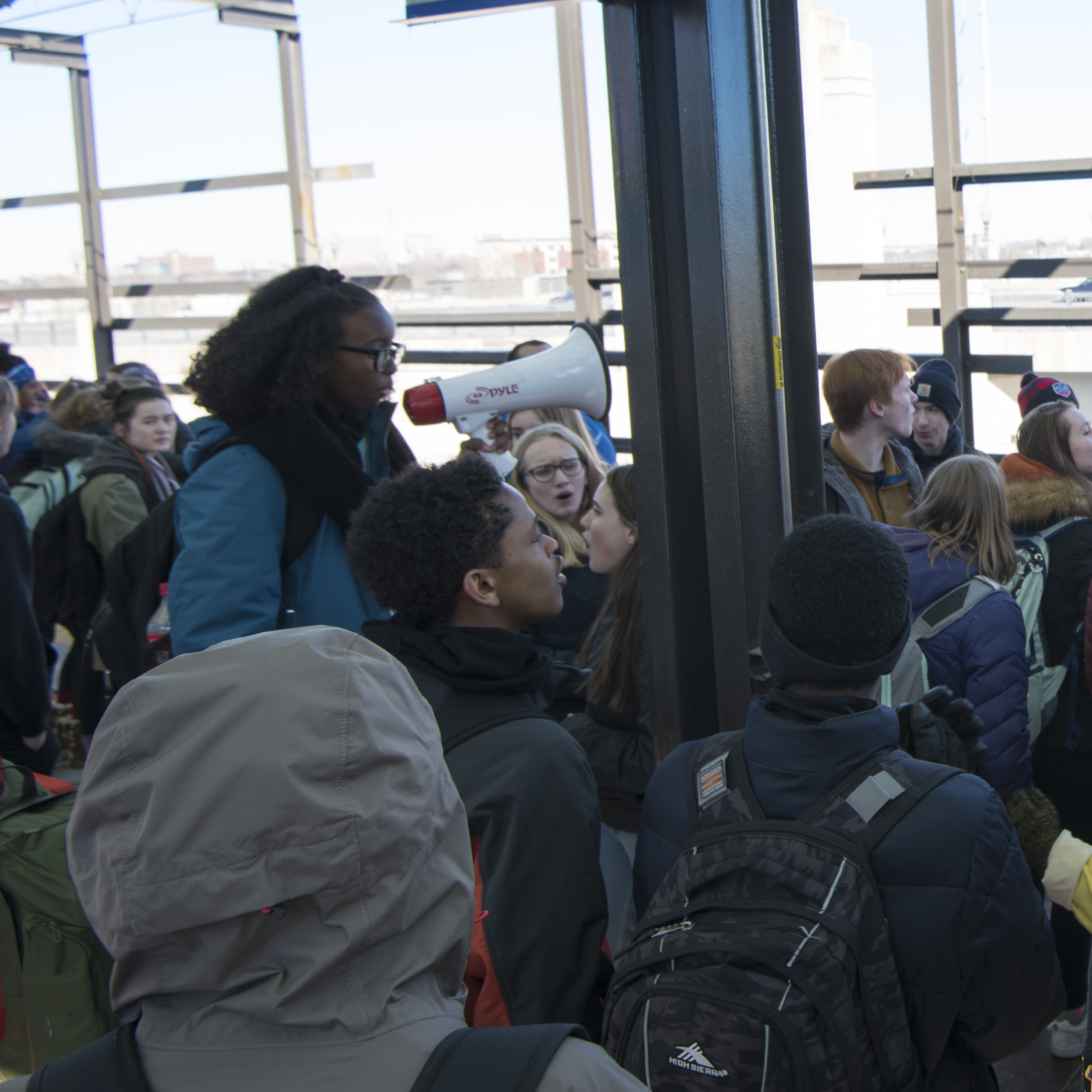
Isra Hirsi protestant contre la violence par arme à feu en 2018.

Isra Hirsi, née le 22 février 2003, est une militante écologiste américaine. Elle a cofondé et codirige un mouvement appartenant à la Grève étudiante pour le climat. En 2020, elle est nommée dans la liste des 40 Under 40 du magazine Fortune.

## Biographie

### Enfance
Isra Hirsi grandit à Minneapolis (Minnesota). Elle est la fille de la représentante du Minnesota au Congrès des États-Unis Ilhan Omar,, et d'Ahmed Abdisalan Hirsi.

### Militantisme
À l'âge de 12 ans, elle participe à une manifestation pour que justice soit rendue à Jamar Clark au Mall of America. Jamar Clark était un Afro-Américain de 24 ans qui fut tué en 2015 par deux policiers de Minneapolis, qui n'ont jamais été inculpés pour cet acte. Alors qu'elle est étudiante au Minneapolis South High School, elle s'implique dans l'activisme climatique après avoir rejoint le club environnemental de son lycée au cours de sa première année.
Isra Hirsi a coordonné des centaines de grèves dirigées par des étudiants à travers les États-Unis les 15 mars et 3 mai 2019. En janvier 2019, elle cofonde la US Youth Climate Strike, la branche américaine de la grève étudiante pour le climat,. Elle agit en tant que codirectrice générale de ce groupe,.

## Publications
- (en-US) Fernands, Hirsi, Coleman et Villaseñor, « Adults won't take climate change seriously. So we, the youth, are forced to strike. », Bulletin of the Atomic Scientists, 7 mars 2019
- (en) Hirsi, « The climate movement needs more people like me », Grist, 25 mars 2019

## Distinctions
En 2019, elle remporte un Brower Youth Award (en), prix décerné aux jeunes de moins de 23 ans. Cette même année, elle reçoit le prix « Voice of the Future ».
En 2020, Isra Hirsi figure sur la liste « Future 40 » de BET.